# Prklišov
Prklišov (německy Pirkelsdorf) je vesnice a katastrální území v horní části obce Borušov. Poprvé je uváděn v roce 1365, patřil tehdy pod Moravskou Třebovou. Je vesnicí na styku původní české a německé kolonizace.

## Historie obce
V roce 1365 známa pod německým názvem Pirkelsdorf (Perksdorf nebo Bergsdorf). Původ názvu Bergsdorf může být podle německého slova berger, tedy horal, lesník. Vznik obecné školy je datován do 19. století (r. 1848). Většina obce byla postavena ze dřeva, stejně jako střechy ze šindele, pouze několik budov bylo kamenných.